# Cratere Van Biesbroeck
Van Biesbroeck è un cratere lunare di 9,08 km situato nella parte nord-occidentale della faccia visibile della Luna.